# Balastní nádrž

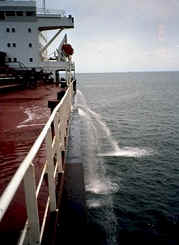
Loď odčerpávající vodu z balastních nádrží

Balastní nádrž (přejato německy der Ballast) je nádrž na kapalinu, nejčastěji vodu, která tvoří mrtvou – neužitečnou hmotnost přepravovaného objemu a hmotnosti. I přes tuto nevýhodu je balastní nádrž důležitou součástí konstrukce lodí, ponorek a plovoucích plošin.
Vypouštění balastní vody cizího původu do moře může mít negativní vliv na přírodní společenstva, jelikož s balastní vodu se napříč kontinenty šíří také mnohé organismy, které se na nových lokalitách stávají invazními. Známým příkladem je rozšíření západoasijské slávičky mnohotvarné (Dreissena polymorpha) do Evropy a Severní Ameriky.

## Lodě
U lodí jsou balastní nádrže používány pro vyrovnání náklonu lodi, který může vzniknout nerovnoměrným rozložením hmotnosti přepravovaného nákladu nebo úbytkem hmotnosti spotřebovaného paliva. Balastní nádrže jsou taktéž používány ke snížení těžiště lodi a tím ke zvýšení stability a taktéž k zajištění dostatečného ponoru pro chod lodních šroubů. V některých případech je u nákladních lodí jako balastní nádrž používán přímo přepravní prostor.

## Ponorky

Rozmístění balastních nádrží u ponorky a využití při ponoru

U ponorek mají balastní nádrže dvojí význam. Jako u lodí pomáhají balastní nádrže k vyrovnání náklonu podle zatížení. Hlavním úkolem balastních nádrží u ponorek je celková změna hmotnosti ponorky. Naplněním balastních nádrží (zatížením) dojde ke snížení vztlaku a ponorka se ponoří. Vyprázdněním nádrží (odlehčením) dojde ke zvýšení vztlaku a ponorka se vynoří. Různým plněním nebo vypouštěním balastních nádrží lze ovlivnit i náklon ponorky tak, aby při ponořování nebo vynořování bylo možno pro urychlení použít i tah vyvozený lodním šroubem a pomocí hloubkových kormidel.

## Plovoucí plošiny
U plovoucích plošin, například vrtných, slouží balastní nádrže k vyrovnání a stabilizaci polohy.